# Ombre et Soleil
Ombre et Soleil (titre original : Sol och skugga) est un roman policier de l'écrivain suédois Åke Edwardson paru en 1999 en Suède. C'est aussi la troisième enquête du commissaire Erik Winter de la police de Göteborg. La traduction française par Anna Gibson est parue en 2003 aux Éditions Jean-Claude Lattès.

## Résumé
Erik Winter, commissaire à la brigade criminelle de Göteborg, se rend, au mois de septembre 1999, sur la Costa del Sol où se sont retirés ses parents car son père est hospitalisé à la suite d'un infarctus. Il meurt peu après son arrivée.
À retour d'Erik Winter à Göteborg, on découvre, près de chez lui, un couple assassiné dans leur appartement où un enregistrement de musique ressemblant à du heavy metal tourne en boucle. Une inscription mystérieuse est tracée sur un mur de la pièce.
Alors que la ville se prépare au passage de l'an 2000, Erik Winter dirige l'enquête tout en se préparant à changer de vie : en effet, il attend un enfant avec sa compagne qui s'installe avec lui dans son appartement.

## Éditions
La version originale de ce roman, Sol och skugga, est éditée en Suède en 1999 par Norstedts Förlag. Traduit en Français par Anna Gibson, Ombre et Soleil est édité par Jean-Claude Lattès en 2004. Il paraît, en 2005, en édition de poche 10/18 dans la collection Grands détectives puis en 2009 dans la catégorie Domaine policier.

## Adaptations
La série suédoise Kommissarie Winter diffusée en France sous le nom Les Enquêtes du commissaire Winter est une adaptation des romans d'Erik Winter. Les cinquième et sixième épisodes de la saison 1 qui s'intitulent Sol och skugga sont une adaptation du roman.